# Arenitas Blancas
Arenitas Blancas est une ville de l'Uruguay située dans le département de Salto. Sa population est de 210 habitants.

## Population
| Année | Population |
| ----- | ---------- |
| 1963  | 15         |
| 1975  | 9          |
| 1985  | 88         |
| 1996  | 134        |
| 2004  | 210        |

,